# آده‌واتر
آده‌واتر (به هلندی: Oudewater) یک منطقهٔ مسکونی در هلند است که در استان اوترخت واقع شده‌است. آده‌واتر ۲ متر بالاتر از سطح دریا واقع شده‌است.

## نگارخانه

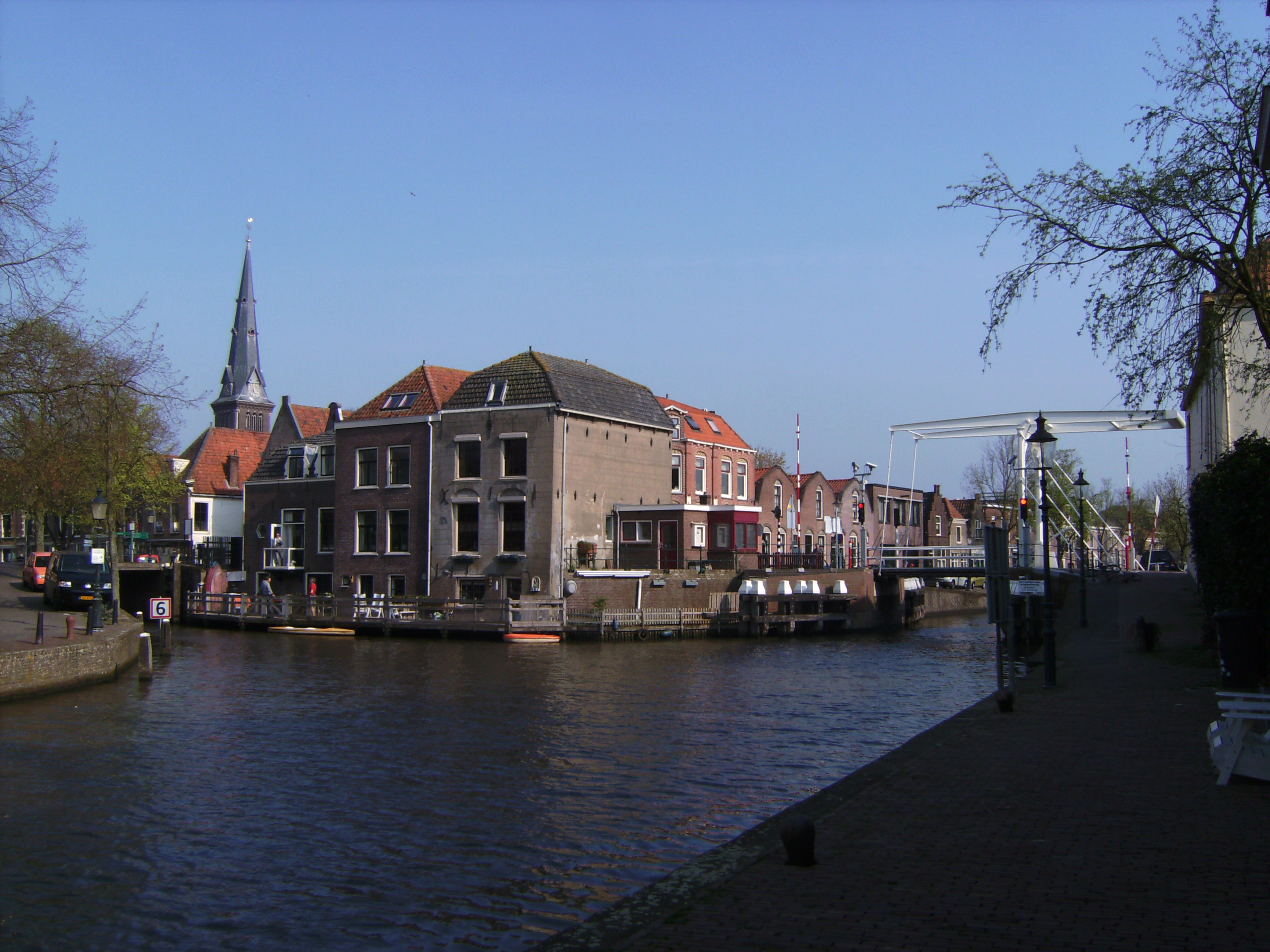
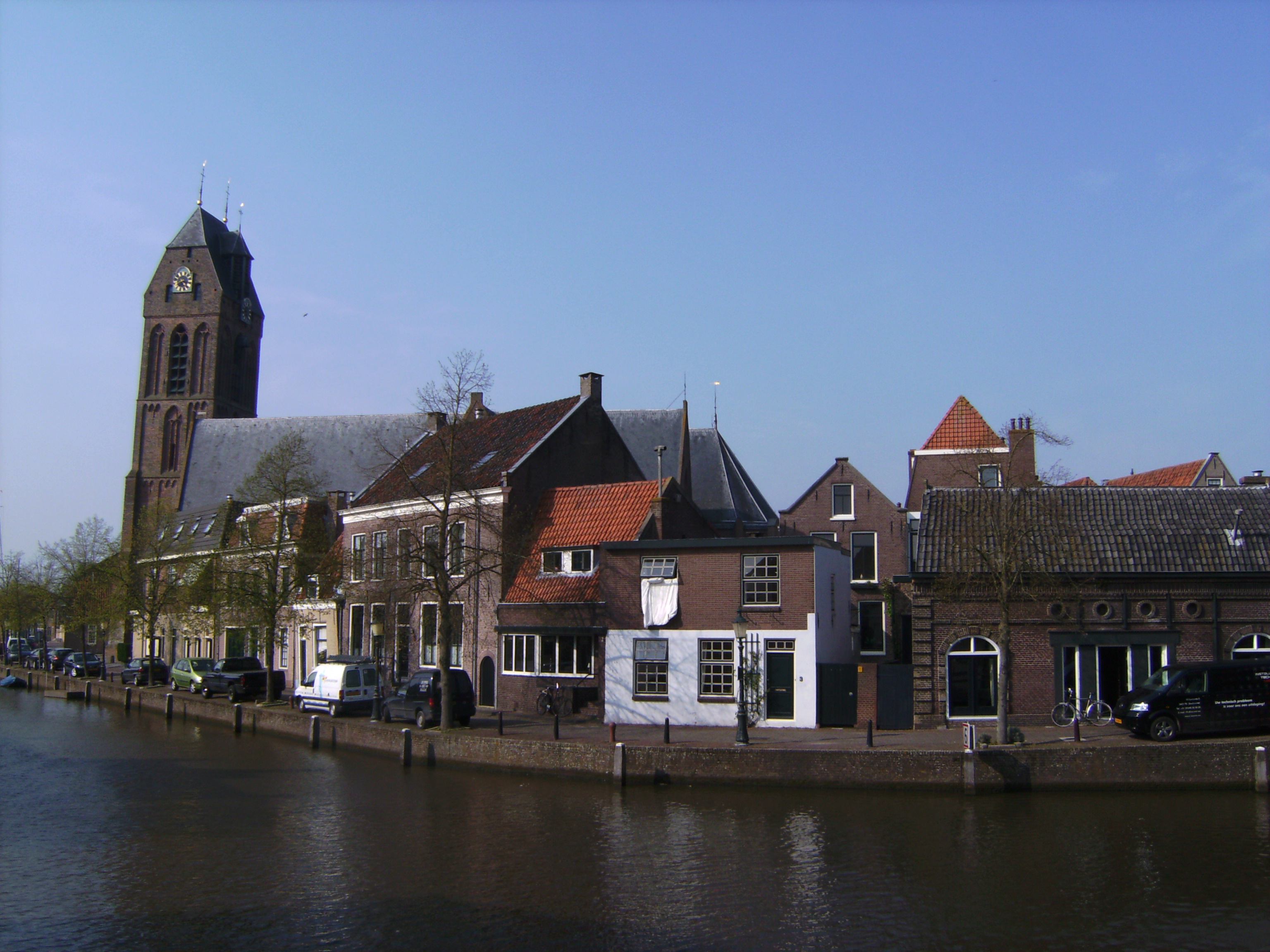
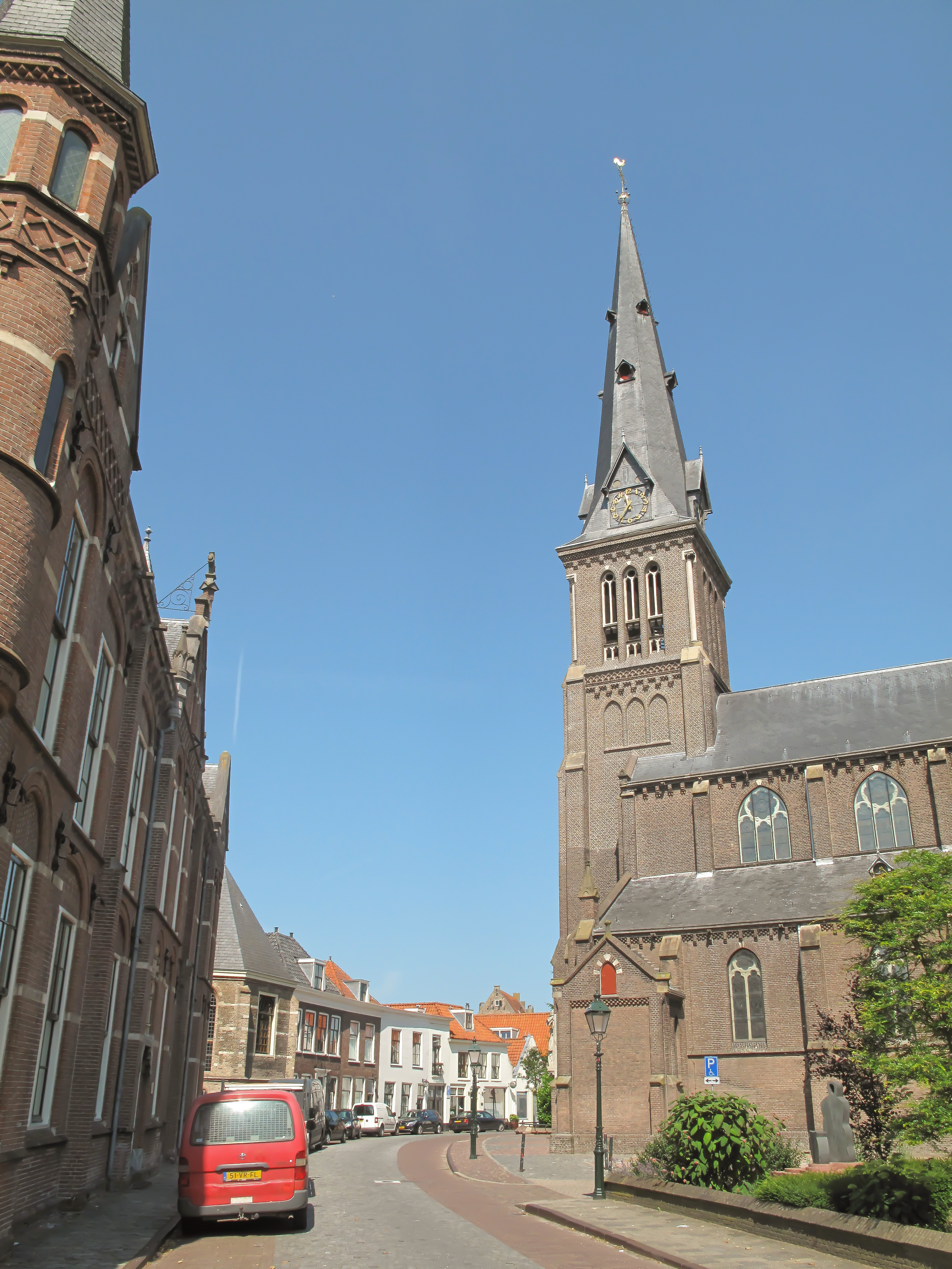